# Фриц Ланг
Фредрих Кристијан Антон Фриц Ланг (Беч, 5. децембар 1890 — Беверли Хилс, 2. август 1976) био је аустријски, немачки и амерички режисер, сценариста и повремени филмски продуцент и глумац. Један је од најпознатијих миграната из немачке школе експресионизма, а назван је Господар таме од стране Британског института за филм.
Његови најпознатији филмови укључују револуционарни футуристички филм Метрополис (1927) и такође утицајни филм М (1931), филм ноар који је направио пре него што се преселио у Сједињене Државе.

## Живот и каријера

### Младост
Ланг је рођен у Бечу, као други син Антона Ланга (1860–1940), архитекте и менаџера грађевинске компаније и његове женије Паулине Ланг (1864–1920). Крштен је 28. децембра 1890. године. Његови родитељи су били пореклом из Моравске и били су католици. Његова мајка је рођена као јеврејка, али је прешла у католичку веру, коју је изузетно поштовала и одгајила Фрица као у духу католицизма. Ланг је често убацивао области католицизма у своје филмове. Кроз живот, себе је представљао као рођеног католика.
Након завршетка школе, Ланг је кратко похађао Технички универзитет у Бечу, где је студирао грађевинарство и на крају прешао на уметност. Године 1910, напустио је Беч да види свет, путујући по Европи и Африци, а касније Азији и Пацифику. Године 1913. студирао је сликарство у Паризу, у Француској.
На почетку Првог светског рата Ланг се вратио у Беч и добровољно је служио за војну службу у аустријској војсци и борио се у Русији и Румунији гдје је рањен три пута. Док се опорављао од повреда и шокова 1916. године, написао је неке сценарије и идеје за филмове. Отпуштен је из војске са чином поручника 1918. године и кратко време је радио у бечком позоришту, пре него што је ангажован као сценариста.

## Филмографија
У почетку каријере Ланг је радио пре свега као сценариста, завршавајући филмске сценарије за четири до пет дана. Остварио се и као глумац, а радио је и као режисер и продуцент филмова, прво у Немачкој, а затим и у Сједињеним Државама.
| 1916 | Бич                           |    |    | Да |    |           |               |
| 1917 | Венчање у ексцентрик клубу    |    |    | Да |    |           |               |
| 1917 | Хилд Варен и смрт             |    |    | Да |    |           |               |
| 1918 | Лилит и Лу                    |    |    | Да |    |           |               |
| 1919 | Освета је моја                |    |    | Да |    |           |               |
| 1919 | Мелез                         | Да |    | Да |    |           | Изгубљен филм |
| 1919 | Bettler GmbH                  |    |    | Да |    |           |               |
| 1919 | Господари љубави              | Да |    |    | Да |           | Изгубљен филм |
| 1919 | Wolkenbau und Flimmerstern    |    |    | Да |    |           |               |
| 1919 | Жена са орхидејама            |    |    | Да |    |           |               |
| 1919 | Totentanz                     |    |    | Да |    |           |               |
| 1919 | The Plague of Florence        |    |    | Да |    |           |               |
| 1919 | Пауци                         | Да |    | Да |    |           |               |
| 1919 | Харакири                      | Да |    |    |    |           |               |
| 1920 | Мистерије света               |    |    | Да |    |           |               |
| 1920 | Пауци 2                       | Да |    | Да |    |           |               |
| 1920 | Лутање слике                  | Да |    | Да |    |           |               |
| 1921 | Индијски надгробни споменик   |    |    | Да |    |           |               |
| 1921 | Четири за жену                | Да |    | Да |    |           |               |
| 1921 | Судбина                       | Да |    | Да |    |           |               |
| 1922 | Доктор Мабус коцкар           | Да |    | Да |    |           |               |
| 1922 | Доктор Мабус коцкар 2         | Да |    | Да |    |           |               |
| 1924 | Нибелунген                    | Да |    | Да |    |           |               |
| 1924 | Нибелунген 2                  | Да |    |    |    |           |               |
| 1927 | Метрополис                    | Да |    | Да |    |           |               |
| 1928 | Шпијуни                       | Да | Да | Да |    |           |               |
| 1929 | Жена на Месецу                | Да | Да | Да |    |           |               |
| 1931 | М                             | Да |    |    |    |           |               |
| 1933 | Тестамент доктора Мабуса      | Да |    | Да |    |           |               |
| 1934 | Liliom                        | Да |    | Да |    |           |               |
| 1936 | Фури                          | Да |    | Да |    |           |               |
| 1937 | Живите само једном            | Да |    |    |    |           |               |
| 1938 | Ти и ја                       | Да | Да |    |    |           |               |
| 1940 | Повратак Џејмса Франка        | Да |    |    |    |           |               |
| 1941 | Вестерн Унион                 | Да |    |    |    |           |               |
| 1941 | Човек ловац                   | Да |    |    |    |           |               |
| 1942 | Moontide                      | Да |    |    |    |           |               |
| 1943 | Хенгмен такође умире          | Да | Да | Да |    |           |               |
| 1944 | Министарство правде           | Да |    |    |    |           |               |
| 1944 | Жена у прозору                | Да |    |    |    |           |               |
| 1945 | Улица Скарлет                 | Да | Да |    |    |           |               |
| 1946 | Плашт и бодеж                 | Да |    |    |    |           |               |
| 1948 | Тајна изван врата             | Да | Да |    |    |           |               |
| 1950 | Кућа поред реке               | Да |    |    |    |           |               |
| 1950 | Америчка герила на Филипинима | Да |    |    |    |           |               |
| 1952 | Ранч проклетих                | Да |    |    |    |           |               |
| 1952 | Сукоби ноћу                   | Да |    |    |    |           |               |
| 1953 | Плава Гарденија               | Да |    |    |    |           |               |
| 1953 | Велика хајка                  | Да |    |    |    |           |               |
| 1954 | Људска жеља                   | Да |    |    |    |           |               |
| 1955 | Moonfleet                     | Да |    |    |    |           |               |
| 1956 | Док град спава                | Да |    |    |    |           |               |
| 1956 | Изван сваке сумње             | Да |    |    |    |           |               |
| 1959 | Ешнапурски тигар              | Да |    | Да |    |           |               |
| 1959 | Индијански надгробни споменик | Да |    | Да |    |           |               |
| 1960 | Хиљаду очију доктора Мабузе   | Да |    | Да |    |           |               |
| 1963 | Концепт                       |    |    |    | Да | Фриц Ланг |               |

## Свет филма (1918–1933) и Други светски рат
Ланогово ангажовање за писање сценарија је кратко трајало, јер је убзо кренуо да ради као режисер у немачком филмском студију УФА, а касније и у Неро филму. Његови први озбиљнији радови били су на филмовима Судбина и на популарном трилеру Пауци, на којима је комбиновао популарне филмске жанрове са експресионистичким техникама.
Године 1920, упознао је своју будућу супругу, књижевницу Теу вон Харбо. Она и Ланг су писали сценарије за све његове филмове од 1921. до 1933. године, укључујући и филм Доктор Мабус, који је трајао више од четири сата и био подељен на два дела у оригиналној верзији. То је био први филм у трилогији Доктор Мабус. Радили су и на филму Песма о Нибелунзима (1924), филму Метрополис (1927) и научнофантастичном филму Жена на месецу (1929). Филм Метрополис је далеко превазишао буџет и скоро уништио Уфу коју је купио десничарски бизнисмен и политичар Алфред Хугенберг. Крајем 1932. године Ланг је режирао филм Тестамент доктора Мабуса.
Адолф Хитлер је дошао на власт у јануару 1933. године, а до 30. марта нови режим је забранио овај филм, сматрајући да је био проковативан. Ланг је био забринут због доласка нацистичког режима, делом због свог јеврејског наслеђа, док је његова жена Теа вон Харбо подржавала нацисте тридесетих година и придружила се Националносоцијалистичкој немачкој радничкој партији, 1940. године. Ланг се убрзо након тога развео, а страховао је и да би након његовог одласка из Аустрије, према Нирнбершким законима могао бити идентификован као Јевреј, јер је његова мајка била Јеврејка, пре него што је прешла у католицизам.

## Емиграција
Ланг је навео да га је министар пропаганде Јозеф Гебелс позвао у своју канцеларију и обавестио да је филм Тестамент доктора Мабуса забрањен, али је он ипак био инпресиониран његовим радом, нарочито са филмом Метрополис и понудио Лангу позицију директора немачког филмског студија УФА. Ланг је напустио земљу и отишао у Париз, 1934. године.

## Холивудска каријера (1936–1957)
У Холивуду, Ланг је потписао уговор са америчком медијском компанијом Метро-Голдвин-Мејер. Његов први филм који је радио у Сједињеним Државама био је крими драма Бес (1936), где је главну улогу тумачио Спенсер Трејси.
Ланг је добио држављанство Сједињених Држава 1939. године. Током своје двадесетогодишње каријере у Сједињеним Државама, радио је филмове у различитим жантровима у сваком главном студију у Холивуду, а повремено је продуцирао своје филмове као независне. Ипак, критичари су сматрали да су његови филмови након доласка у Сједињене Државе изгубили на квалитету, али ипак задржали експресионизам. Један од најчувенијих филмских ноара била је драма Велика топлота (1953). Како је време ишло, његов поглед на филм је био све песимистичнији, кулминирајући у стилу његових последњих филмова као што су филмови Док су градови спавали (1956) и Изнад разумне сумње (1956).
Пошто је тешко проналазио услове за производњу у Холивуду, а притом му се здравствено стање нагло погоршало, Ланг је размишљао о томе да се пензионише. Немачки продуцент Артур Брауер имао је интересовање за поновно прављење филма Индијске гробнице, коју је Ланг одрадио двадесетих година по причи Тее вон Харбоу, његове бивше жене. Ланг је прихватио овај посао и вратио се у Немачку. Године 1963, појавио се у филму Жана-Лика Годара Презир, где је представио самог себе.

## Смрт и наслеђе
Ланг је на Холивудској стази славних 8. фебруара 1960. године, за његов допринос индустрији филмова.
Преминуо је од срчаног удара 2. августа 1976. године и сахрањен је у Алеји славних у Лос Анђелесу. Академски филмски архив сачувао је велики број филмова Ланга.